# Кульков, Владислав Сергеевич
Владислав Сергеевич (Влад) Кульков (род. 1986, Лиепая) — российский художник.

## Биография
Родился в Лиепае, Латвия 12 марта 1986 года. В 2008 году окончил Санкт-Петербургскую государственную художественно-промышленную академию имени А. Л. Штиглица. В 2005—2008 годах обучался по программе «Визуальные искусства» Петербургского благотворительного фонда культуры и искусства «ПРО АРТЕ». В 2010 году поступил в аспирантуру Государственного Русского музея. C 2008 года сотрудничает с галереей «Риджина» (Москва). С 2006 года участвует в групповых выставках и проектах в России и за рубежом, с 2008 года проводит персональные выставки. Участник спецпроектов в рамках Московских биеннале современного искусства 2007, 2011, 2013, 2015 годов, проектов в рамках Московских биеннале молодого искусства 2008, 2014, 2016 годов. Участник программы Европейской биеннале современного искусства «Манифеста-10» (2014), проектов «Актуальный рисунок» в Государственном Русском музее (Санкт-Петербург), «Другая столица. Современное искусство Санкт-Петербурга сегодня» в Музее Москвы.
В 2006, 2009, 2012, 2013, 2015 годах путешествовал по Центральной и Южной Америке (побывал в США, Перу, Мексике, Аргентине), Непалу. 
В 2012—2014 годах принимал участие как художник, актёр и музыкант в нескольких театральных и музыкальных проектах.
В 2014—2016 годах выступал в качестве куратора проектов «Лагерь беженцев», «Крипта», «Простые названия, избранные синонимы», «Mille plateaux, A Nomadic Experience», «ZOAS Records». Соучредитель и куратор групповых выставок арт-площадки BOBBY Gallery, Санкт-Петербург.
В 2017, 2018 годах вошёл в Российский инвестиционный художественный рейтинг 49ART, представляющий выдающихся современных художников в возрасте до 50 лет.
Воспитывает двух дочерей в творческом тандеме с художницей Марьей Дмитриевой.

## Выставки и проекты

### Избранные персональные выставки
- 2021 — Гидроморфы. ГЦСИ Петербург / NCCA St Petersburg и HERMETAGE ARCHIVE. Санкт-Петербург. Кронштадт.
- 2020 — LITOTA. Лиепайский музей. Лиепая. Латвия.
- 2019 — «Дневник Орфея. Берега гигантов». Музей АРТ4. Москва.
- Мастер-класс и лекция. Галерея Саатчи. Лондон. Saatchi Gallery and Hermitage Foundation UK .Series of talks by Russian artists for 2019
- 2018 — «Муравьи никогда не спят/Ants never sleep». Галерея Анна Нова. Санкт-Петербург.
- Проект «Декоративный отшельник». Музей АРТ4. Москва.
- 2017 — «Сцилла VS. Харибда» (при участии Greht). Галерея Regina, Москва[2].

- 2016 —"Бисер из Хиросимы", Галерея Regina, Москва[3].

- 2014 — «Под покровительством вулкана», Галерея Regina, Москва.
- «Mille plateaux, A Nomadic Experience» (в соавторстве с Марьей Дмитриевой), THVM Artist Residency, Лос-Андежелес, Калифорния, США 2012[4].

- 2012 — «Кружение сил неразумия», Галерея Anna Nova, Санкт-Петербург.
- «Ребус» в рамках проекта «ЛюдаExpress. Место действия», Санкт-Петербург[5].
- 2010 — «Участь Персонажа», Галерея Regina Berloga, Москва.
- 2009 — «Ousia & Caruncula» («Субстанции и Наросты») в рамках проекта Young&Fast, Галерея Regina, Москва.

- 2008 — «SUB/ СУБ», летний проект Young&Fast (в рамках 1-й Московской международной биеннале молодого искусства «Стой! Кто идёт?»), Галерея Regina, Москва[6].

### Избранные групповые выставки
- 2020—Художники и коллекционеры-—Русскому музею. Дары. Избранное(1898—2019). Русский музей. Санкт-Петербург[7].
- 2020—Поколение XXI.Дар Владимира Смирнова и Константина Сорокина. Новая Третьяковка. Москва[8].
- 2019 — выставка «Абстракция в авангарде!» Международная выставка абстрактного и беспредметного искусства XX и XXI веков. Центр современного искусства им. С. Курехина. Санкт-Петербург, Россия.
- 2018 — выставка «Добрая мина» в рамках VI Балтийской биеннале. Новый музей. Санкт-Петербург.

- 2016 — Tutti Frutti. Галерея «Риджина», Москва.
- Выставка современной петербургской живописи «Картина после живописи». Научно- исследовательский музей Российской Академии художеств. Санкт-Петербург
- 2014 — «Актуальный рисунок». Государственный Русский музей. Санкт-Петербург, Россия.
- «Другая столица. Современное искусство Санкт-Петербурга сегодня», Музей Москвы (Провиантские склады), Москва
- 2013 — «Сны для тех, кто бодрствует». Пятая тематическая экспозиция Московского музея современного искусства. Москва, Россия[9].
- 2011— Nuts. Regina. London. Лондон, Великобритания
- Mutants. Mūkusalas mākslas salons. Рига, Латвия
- 2010 —Проект «Если б я только знал!». Московский музей современного искусства. Москва
- 2008 — The next of Russian art. Галерея Loop. Сеул, Корея

### Ярмарки
- 2018 — Art Paris.Париж, Франция.
- 2014 — ART 14 London. Лондон, Великобритания.
- 2013 — ART 13 London. Лондон, Великобритания. Contemporary Istanbul. Стамбул, Турция..
- 2012 — Vienna International Art Fair.Вена, Австрия. Frieze Art Fair. Лондон, Великобритания.
- 2011 — Armory Show. Нью-Йорк,США. Art Basel Miami Beach. Майами, США. Art 42 Basel. Базель, Швейцария.
- 2010 — Armory Show. Нью-Йорк, США. Art Brussels, Брюссель, Бельгия.

### Кураторская деятельность
- «Mille plateaux, A Nomadic Experience» (в соавторстве с Марьей Дмитриевой), THVM Artist Residency, Лос-Андежелес, Калифорния, США[4].
- «ZOAS Records» (в соавторстве с Марьей Дмитриевой), Галерея Anna Nova, Санкт-Петербург[10].

## Коллекции
Работы Влада Кулькова находятся в музейных коллекциях Московского музея современного искусства (Москва, Россия), Государственного Русского музея (Санкт-Петербург, Россия), Государственной Третьяковской галереи (Москва, Россия), Hort Family Collection (Нью-Йорк, США), а также в российских и зарубежных частных коллекциях.